# Ментавайці
Ментава́йці (самоназви — сакалагая, чачалалегат) — народ в Індонезії, корінні мешканці архіпелагу Ментавайські острови на захід від Суматри. Чисельність - близько 40 000 осіб. Мова — ментавайська з діалектами, умовно включається до західнозондську зону австронезійської мовної сім'ї. З релігій поширені протестантизм та традиційні вірування.

## Етнічні групи
Сакалагани — населяють о-ви Північний Пагай і Південний Пагай; сакобау - о-ви Сіпора, Сіберут.

## Господарство
Зайняті ручним землеробством. Основні культури — ямс, батат, банан, на заливних землях вирощують таро.
Важливі також полювання й рибальство. Полюють на оленів, мавп. Прибережні мешканці збирають молюсків, ракоподібних. Рибу б'ють за допомогою луку й стріл. Розводять у домашніх умовах свиней, курей, собак.

## Традиційний побут

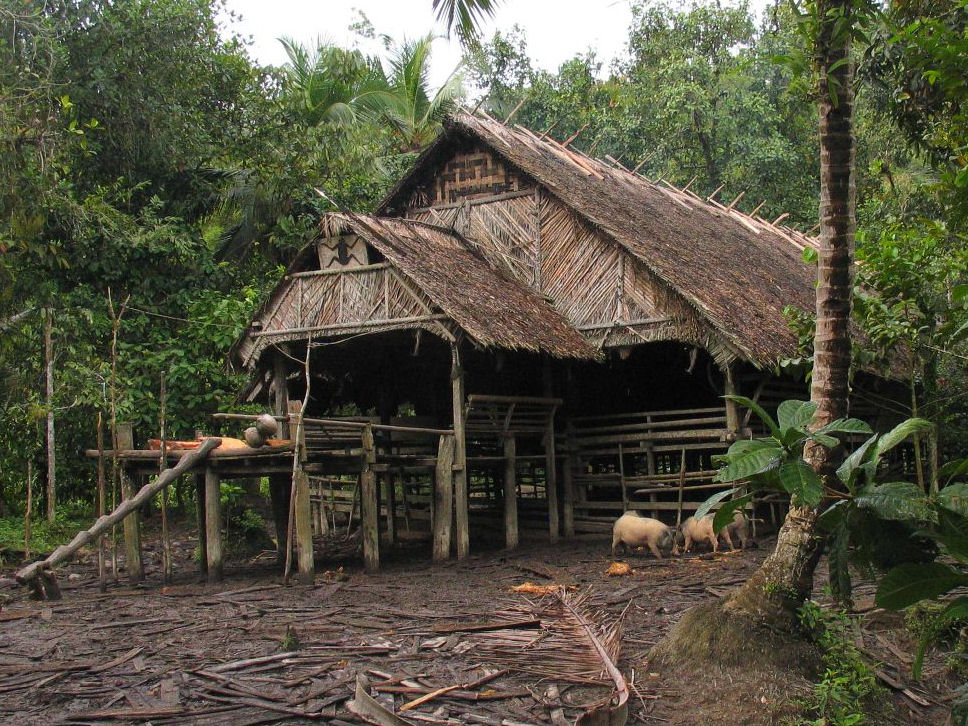
Ума — традиційний общинний будинок ментавайців

Поселення (лаггай) влаштовується найчастіше далеко від моря, але на березі річки. Планування купчасте. Один чи кілька великих будинків становлять селище, у такому будинку селиться 30—40 сімей. Зустрічаються будинки на одну сім'ю. У селищі є общинний будинок, де ночують юнаки та гості. Там знаходиться сховище черепів жертовних тварин. Житло будується на бамбукових палях, центральна балка прикрашена різьбленням, дах - з пальмового листя або живців стовбура пальми. Великий будинок має довжину 55-65 м, ширину - 10-15 м.
Одяг чоловіків - стегнова пов'язка, у жінок - стегнова пов'язка і наплічна накидка з бананового листя. Хлопчики та дівчатка носять спідниці з бананового листя. Прикраси — квіти гібіскусу, браслети, корали, раковини, вироби з мідного дроту. Жінки волосся зав'язують у вузол, чоловіки спереду стрижуть, ззаду — відрощують і змащують кокосовою олією.
Їжа варена чи печена. Це — бульби таро, ямсу, маніоку, батату, фрукти, цукровий очерет. М'ясо - святковий продукт.

## Соціальна організація
Соціальна організація є архаїчною. Одиниця суспільства — сільська громада. Рід патрилінійний (мунтогат), є вікові класи. Роди батька й матері екзогамні. Шлюб моногамний, патрилокальний.

## Духовна культура
З вірувань поширені культи духів предків, божества Тетеу (старий, влаштовує землетруси), Батукерабау (бог війни).
Популярні ворожіння по нутрощах тварин, по польоту птахів, шаманство, знахарство. Проводяться ініціації. Будівництво будинку - свято.